# Kurt Burchard
Kurt Burchard (* 4. März 1864 in Königsberg; † 13. Januar 1933 in Frankfurt am Main) war ein deutscher Rechtswissenschaftler. Er lehrte an den Universitäten Leipzig und Frankfurt am Main.

## Leben
1892 habilitierte sich Kurt Burchard an der Universität Leipzig für deutsches Recht und Rechtsgeschichte mit einem Werk zur Lehre über die Hegung der deutschen Gerichte im Mittelalter. Im gleichen Jahr wurde er Privatdozent an der juristischen Fakultät, die ihn 1897 als außerordentlichen Professor einsetzte.
Als ordentlicher Professor ging Burchard an die Akademie für Sozial- und Handelswissenschaften in ihrem Gründungsjahr 1901. An der Akademie fungierte er außerdem 1905 als Direktor.
Aus der Akademie und anderen Instituten ging 1914 die Universität Frankfurt am Main hervor. Dort führte Burchard seine ordentliche Professur fort und bekleidete 1923/1924 das Rektorat. Die Professur hatte er bis 1929 inne. 1933 starb er im Alter von 68 Jahren.

## Werke
- Die Hegung der deutschen Gerichte im Mittelalter. Ein Beitrag zur deutschen Rechtsgeschichte (Leipzig 1893)
- Der Einheitsgedanke in der deutschen Rechtsentwicklung (Leipzig 1898)
- Bericht über das Rektoratsjahr 1923/24 erstattet bei der Übergabe des Rektorates am 26. Oktober 1924 (Frankfurt am Main 1924)
- Der Gedanke des Rechtsfriedens in der deutschen Vergangenheit (Frankfurt am Main 1925)
- Bürgerliches Recht (Berlin/Wien 1930, mit Hans-Otto de Boor)